# Evald Nielsen
Evald Johannes Nielsen (5. juni 1879 i Stubbekøbing – 12. maj 1958 på Frederiksberg) var en dansk sølvsmed. Han åbnede værksted og butik i København i 1905 og var mangeårig oldermand i Københavns Guldsmedelaug og en af hovedkræfterne bag organiseringen af den danske guld- og sølvsmedebranche.

## Karriere
Evald Nielsen blev født i Stubbekøbing på Falster. Hans far, der var karetmager, kom i 1887 ud for en arbejdsulykke og gik fallit med sit værksted. Familien flyttede derefter til København. Da faderen i 1893 døde, efterlod det familien i fattigdom.
I 1893 kom Evald Nielsen i lære som først presser, siden stålgravør på sølvsmeden Aug. Flerons værksted i København. I 1900 drog han som færdiguddannet på valsen og arbejdede i bl.a. Tyskland, Schweiz og Frankrig, og han besøgte verdensudstillingen i Paris 1900.
I 1905 åbnede Evald Nielsen værksted og butik i en kælder i Rådhusstræde i København. I starten arbejdede han bl.a. som gravør, men efter få år koncentrerede han sig om sølv og byggede en virksomhed op med korpussølv, smykker og ikke mindst bestik. I 1914 havde han 14 ansatte.
I 1918 flyttede værksted og butik til Vester Voldgade 11, som blev base for firmaet den følgende halve snes år. I 1926 købte Evald Nielsen købte en mindre ejendom på Strøget i København, Nygade 5, og åbnede her butik, mens værkstedet fra 1930 fik adresse i lejede lokaler i gården til Ny Vestergade 7. Nygade 5 blev i 1931 bygget om til en butik i art deco-stil, der vakte opsigt i datidens København.
Fra 1927 og en halv snes år frem arbejdede Evald Nielsens ældste søn, sølvsmeden Aage Weimar (1902-1986), i firmaet, indtil han startede for sig selv.
Evald Nielsens anden søn, Bjarne Weimar (1906-1988), blev 1929 uddannet ciselør og derefter også tilknyttet faderens firma. I 1941 blev Bjarne Weimar optaget som kompagnon, og han forsøgte at føre firmaet videre, da Evald Nielsen døde i 1958. Det blev dog ingen succes, og butikken på Strøget lukkede i foråret 1970.
Værkstedet i Ny Vestergade blev i oktober 1958 bortforpagtet til Ejnar Olsen, som leverede til forretningen på Strøget. I 1967 solgtes det til Helge Hansen, som i 1968 flyttede aktiviteterne til Rødovre, hvor han i forvejen havde værksted. Her blev det frem til 2006 drevet som Evald Nielsens Eftf., de sidste år med Helge Hansens sønner Harly Hansen og Søren Pedersen som ejere. De solgte firmaet og rettighederne til Evald Nielsen-navnet og -design til sølvsmeden Gregers Holt, som i dag driver Evald Nielsens Eftf. fra lokaler i Stenløse.

## Design
Evald Nielsen åbnede sit første værksted året efter, at Georg Jensen var startet som sølvsmed, og Evald Nielsen var i høj grad med til at præge udviklingen af den danske skønvirke-stil (jugend).
Modsat Georg Jensen benyttede Evald Nielsen kun i meget begrænset omfang kunstnere og arkitekter som designere. De første årtier tegnede han selv smykker, korpus og bestik. Han udviklede en stil, der bl.a. er karakteriseret ved de såkaldte strakte fatninger omkring smykkernes sten.
I det årti, sønnen Aage Weimar kan tilknyttet firmaet, arbejdede han med design, og han var med til at bringe Evald Nielsen ind i art deco-perioden med dens mere stramme formsprog.
Også Bjarne Weimar designede smykker og korpus, men på mange måder gik firmaet designmæssigt i stå i 1940'erne.
Evald Nielsen solgte ikke kun til Danmark; han havde mange kunder i Tyskland, ligesom amerikanerne var flittige aftagere fra 1930'erne og fremefter, og hans arbejder er i dag højt værdsat af samlere i de to lande.
Kendetegnende for Evald Nielsen var, at han gennem hele sit liv ubetinget holdt fast ved det gode håndværk og den gode kvalitet. Den veluddannede håndværker var for ham den rette til at designe og skabe; "den faglige dygtighed og indsigt i faget har altid været det, der fastholdt tilliden mellem guldsmeden og befolkningen" skrev han i Guldsmede-Bladet januar 1935.
Netop derfor gjorde han også en stor indsats for at lægge uddannelse og efteruddannelse af fagets ansatte i faste rammer; bl.a. var han i 1918 med til at tilrettelægge det første Guldsmedenes Fagkursus på Teknologisk Institut.

## Organisatorisk arbejde
Evald Nielsen blev i 1913 medlem af Københavns Guldsmedelaug. I 1918 valgtes han til oldermand og fik dermed afsættet til det organisatoriske arbejde, der i årene efter positionerede de danske guld- og sølvsmede i forhold til de hastigt voksende fagforeninger, som forsvarede de ansatte rettigheder.
Det skete først og fremmest med dannelsen af Dansk Guldsmedmesterforening i 1920 med Evald Nielsen som formand. Han blev herfra engageret i en lang række organisationer og var i en årrække medlem af hovedbestyrelsen for Dansk Arbejdsgiverforening indtil 1947. Desuden var han formand for Fællesrådet af danske guldsmede indtil 1947 og for Berners Stiftelse, medlem af bestyrelsen for Det tekniske Selskabs Skole, for Teknologisk Institut, for Rejsestipendieforeningen til 1949 og af bestyrelsen for Fællesrepræsentationen for dansk håndværk og industri til 1948, af Håndværkerbankens repræsentantskab og af Håndværksrådet til 1946.
I 1940'erne trappede Evald Nielsen ned på det faglige arbejde. Han nåede at fejre 25 års jubilæum som formand for Dansk Guldsmedemesterforening, inden han i 1946 trådte tilbage fra denne post. I 1948 stoppede han efter 30 år som oldermand i Københavns Guldsmedelaug og blev i den anledning udnævnt til æresoldermand. Han var Ridder af Dannebrog.
Evald Nielsen var med sin indsats i høj grad med til at lægge grundlaget for den organisering af de danske guld- og sølvsmede, som er gældende den dag i dag.

## Stempler
Arbejder fra Evald Nielsens værksted er stemplet med enten ”EN” eller hans fulde navn: ”Evald Nielsen”.